# Chonaphe armata
Chonaphe armata är en mångfotingart som först beskrevs av Harger 1872.  Chonaphe armata ingår i släktet Chonaphe och familjen Xystodesmidae. Inga underarter finns listade i Catalogue of Life.